# Сеньоры, графы и герцоги де Гиз

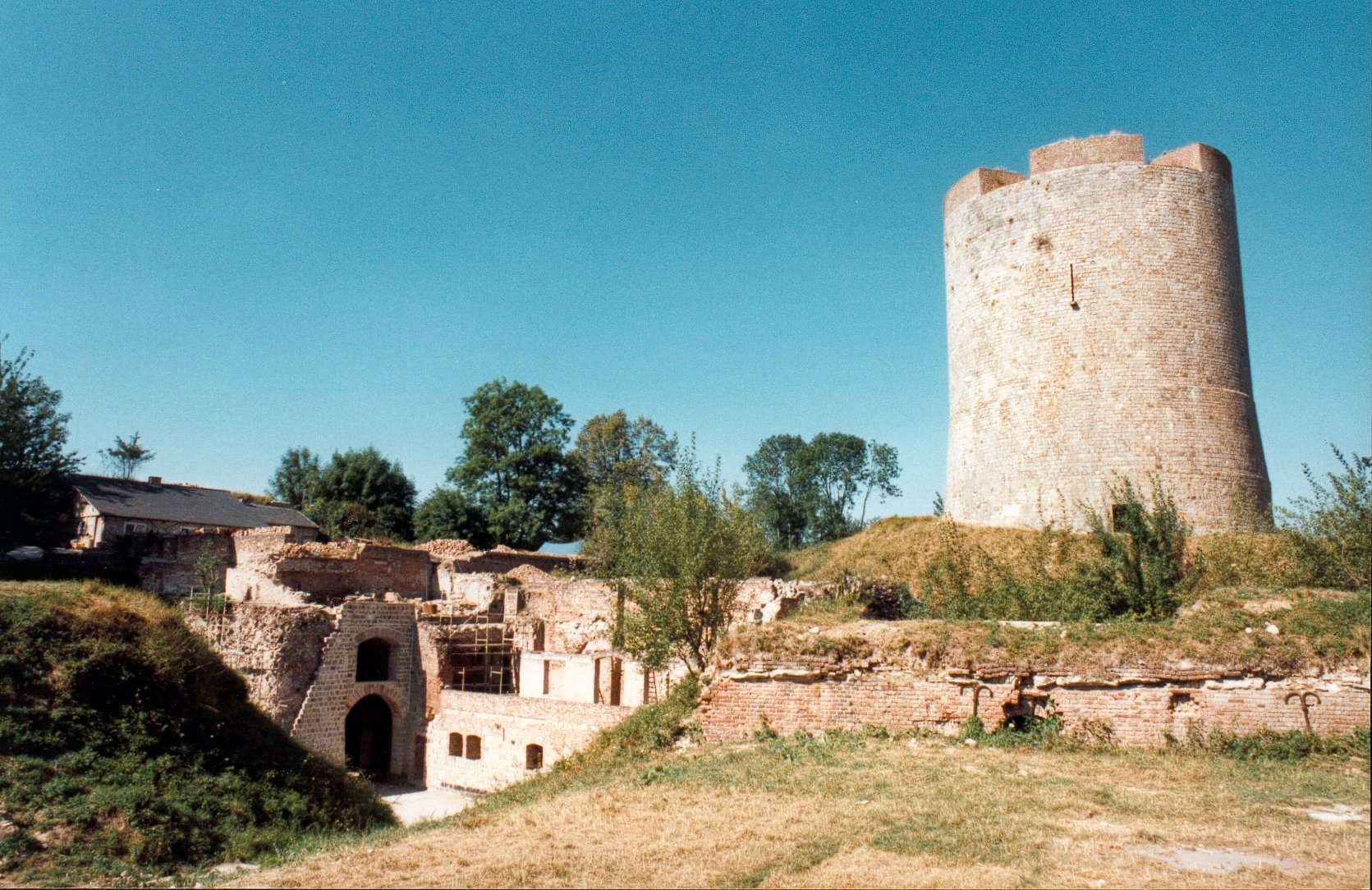
Донжон в Гизе

Графство Гиз на карте Франции, конец XV в.

Донжон де Гиз (фр. Guise) был построен около 950 года Готье I, графом Амьена, Вексена и Валуа.

## Сеньоры де Гиз (950—1417)

### Ненаследственные сеньоры
Графы Валуа назначали шателена замка Гиз, без права передачи наследнику. Среди шателенов известны:
- в 1010: Рене
- в 1048: Бушар
- в 1058: Готье I де Гиз. Этот Готье был первым сеньором де Гиз, который передал владение своим потомкам. При этом известно, что Готье де Вексен, сын Рауля III де Вексен, графа Валуа, также получил сеньорию де Гиз от своего брата Рауля IV де Крепи. Из этого можно сделать вывод, что Готье I де Гиз и Готье де Вексен, по-видимому, одно и то же лицо[источник не указан 279 дней].

### Дом де Гиз
- ????—????: Годфруа де Гиз, сын предыдущего
жена — Ада де Мондидье
- ????—1141: Ги де Гиз (ок. 1070—1141), сын предыдущего
жена — Аделаида де Монморанси
- 1141—????: Бушар II де Гиз, сын предыдущего
жена — Аделаида де Супер
- ????—????: Аделвия де Гиз, дочь предыдущего
муж — Жак, сеньор д’Авен

### Дом д'Авен
- ????—1244: Готье II д'Авен (ум. ок. 1244), сын предыдущих
жена — Маргарита, графиня Блуа и Шартра. Они имели единственную дочь, Марию д’Авен (ум. 1241), вышедшую замуж за Гуго V де Шатильона (ок. 1196—1248), графа де Сен-Поль.

### Дом де Шатильон
- 1244—1280: Жан I де Блуа-Шатийон († 1280), сын Гуго V де Шатильона и Марии д’Авен
жена — Аликс Бретонская (1243—1288)
- 1280—1292: Жанна де Блуа-Шатийон (1258—1292), дочь предыдущего
муж — (с 1272) Пьер Французский (1251—1283), граф Алансона и Валуа
- 1292—1307: Гуго II де Блуа-Шатийон (1258—1307), граф де Сен-Поль, затем граф де Блуа, кузен предыдущей, сын Ги, графа де Сен-Поль (сына Гуго де Шатильон и Марии д’Авен) и Матильды Брабантской
жена — (с 1287) Беатрикс Фландрская
- 1307—1342: Ги I де Блуа-Шатильон (1292—1342), сын предыдущего
жена — Маргарита де Валуа (1295—1342)
- 1342—1360: Карл де Блуа-Шатийон (1319—1364), сын предыдущего, герцог Бретани
жена — Жанна де Пентьевр, графиня де Пентьевр и герцогиня Бретани
в 1360 году он выдаёт свою дочь за Людовика I Анжуйского и отдаёт Гиз за ней в приданое.

### Анжуйская династия
- 1360—1384: Людовик I Анжуйский (1339—1384), герцог Анжуйский, граф Мэнский, титулярный король Неаполя, сын Иоанна II Доброго
жена — Мария де Блуа-Шатийон (1345—1404), дочь Карла де Блуа-Шатийон
- 1384—1417: Людовик II Анжуйский (1377—1417), сын предыдущего
жена — Иоланда Арагонская
он завещает Гиз своему второму сыну Рене. Карл VII возводит сеньорию в графство.

## Графы де Гиз (1417—1528)
Этот период связан с борьбой между отдельными ветвями потомства, которые, пользуясь перипетиями Столетней войны, пытались утвердить за собой сеньорию Гиз, занимавшую стратегическое положение между королевством Франции и Нидерландами, постепенно переходившими под власть герцогов Бургундии.

### Анжуйский дом
- 1417—1425: Рене I (1409 † 1480), герцог Лотарингии и Бара, титулярный король Неаполя, граф Прованса, второй сын предыдущего
жена — Изабелла Лотарингская.

### Люксембургский дом
Претензии Люксембургского дома восходили к Ги де Шатильону, старшему брату Юга (Гуго) де Шатильона, сеньора де Гиза. Люксембурги считали, что Ги должен был бы наследовать Гиз вместо своего брата. И тогда Гиз переходил бы по наследству именно им. Жан Люксембургский, пользуясь поддержкой своих союзников — англичан, взял замок штурмом в 1425 г.
- 1425—1441: Жан II Люксембургский († 1441), граф де Линьи
жена — Жанна де Бетюн († 1450)
- 1441—1444: Луи Люксембургский, граф де Сен-Поль и де Линьи, племянник предыдущего.

### Анжуйский дом
Шарль Анжуйский, младший брат Рене I Анжуйского, в 1440 предъявляет права на Гиз. Его шансы возрастают в связи с женитьбой в 1443 г. на Изабелле Люксембургской, сестре Луи. В итоге Карл VII передает ему Гиз, но Лотарингский дом, потомки Рене, требуют Гиз себе.
- 1444—1473: Карл IV Анжуйский (1414 † 1472/3), граф дю Мэн
первым браком (1434) женат на Кобелле Руффо, графине ди Монтальто и ди Корильяно (†1442).
вторым браком (1443) женат на Изабелле Люксембургской (†1472).
- 1473—1481: Карл V Анжуйский (1436 † 1481), герцог Анжуйский, граф дю Мэн и граф Прованский, титулярный король Неаполя, сын предыдущего.
жена с 1474 — Жанна Лотарингская-Водемон (1458 † 1480)

### Дом д'Арманьяк
- 1481—1503: Луи д’Арманьяк († 1503), герцог де Немур, племянник предыдущего, сын Жака д’Арманьяка, графа Ла Марша и герцога де Немура и Луизы Анжуйской.

### Дом де Роган
- 1503—1504: Пьер де Роган-Жье († 1513), сеньор де Жье
первым браком женат на Франсуазе де Паноэ (Penhoet)
вторым браком женат на Маргарите д’Арманьяк († 1503), сестре Луи д’Арманьяка

- 1504—1520: Шарль де Роган-Жье († 1528), сеньор де Жье, сын предыдущего от первого брака
женат на Шарлотте д’Арманьяк († 1504), сестре Луи д’Арманьяка и Маргариты д’Арманьяк

### Дом де Гиз из Лотарингской династии
Рене II, герцог Лотарингский, внук Рене I д’Анжу, выдвинул свои права на Гиз ещё в 1480 году, после смерти своего деда. Он умер в 1508 году, передав все свои французские владения своему второму сыну, Клоду. Тот был соратником Франциска I при Мариньяне и добился подтверждения его владения графством Гиз Парижским парламентом в 1520 году.
- 1520—1528: Клод Лотарингский

## Герцоги де Гиз (1528—1789)

### Дом де Гиз из Лотарингской династии
В 1528 году король Франциск I возвёл владение Гиз в герцогство-пэрство.
- 1528—1550 : Клод Лотарингский (1496—1550)
- 1550—1563 : Франсуа де Гиз (1519—1563), сын предыдущего
- 1563—1588 : Генрих I де Гиз (1550—1588), сын предыдущего
- 1588—1640 : Карл I де Гиз (1571—1640), сын предыдущего
- 1640—1664 : Генрих II де Гиз (1614—1664), архиепископ Реймский, сын предыдущего
- 1664—1671 : Луи Жозеф де Гиз (1650—1671), племянник предыдущего, сын Луи Лотарингского, герцога де Жуайез, и Франсуазы де Валуа-Ангулем
- 1671—1675 : Франсуа Жозеф де Гиз (1670—1675), сын предыдущего
- 1675—1688 : Мария де Гиз (1615—1688), дочь Карла I

После её смерти, в связи с прекращением мужского потомства старшей ветви дома Гизов, герцогство Гиз присоединяется к короне, позже оно передается потомкам Гизов, Бурбонам-Конде:
- Франсуа I, герцог де Гиз, был отцом:

- Шарля II, герцога де Майенна, женатого на Анриетте Савойской-Виллар, отца:

- Екатерины де Майенн, жены Карла I, герцога Мантуи, матери:

- Анны-Марии Мантуанской, жены Анри II де Гиза, затем — Эдуарда Баварского-Зиммерна, матери:

- Анны Зиммерн, жены Анри Жюля де Бурбона, принца де Конде

### Дом де Бурбон-Конде
- 1688—1709 : Анри Жюль де Бурбон, принц де Конде (1643—1709)
- 1709—1710 : Луи III де Бурбон, принц де Конде (1668—1710)
- 1710—1740 : Луи Анри де Бурбон, принц де Конде (1692—1740)
- 1740—1789 : Луи Жозеф де Бурбон, принц де Конде (1736—1818)
- Луи Анри II де Бурбон, принц де Конде (1756—1830)

После его смерти титул переходит Луи-Филиппу I, королю французов.

### Титулярный герцог приИюльской монархии
- Анри Орлеанский (1847—1847), сын Генриха Орлеанского, герцога Омальского, сына Луи-Филиппа I

### Титулярные герцоги
- Франсуа Орлеанский (1852—1852), брат предыдущего
- Франсуа Орлеанский (1854—1872), брат предыдущего
- Изабелла Орлеанская (1878—1961), кузина предыдущих
- Жан Орлеанский (1874—1940), кузен предыдущих